# På kudde av gräs
På kudde av gräs är den andra boken i serien Sagan om klanen Otori. Bokserien är skriven av Gillian Rubinstein under hennes pseudonym Lian Hearn, och På kudde av gräs utgavs på svenska av Bonnier Carlsen år 2003. Boken var till en början planerad att bli en trilogi tillsammans med Över näktergalens golv och Under lysande måne, men även en fjärde och en femte bok kommit ut; Vid hägerns skarpa skri och Och himlens vida väv.